# Martin PBM-3 Mariner

##### Martin PBM-3 Mariner
O Martin PBM-3 Mariner foi uma aeronave militar desenvolvida pela empresa Glenn L. Martin Company durante a Segunda Guerra Mundial. Foi projetado para operar como um hidroavião de patrulha marítima de longo alcance, desempenhando um papel crucial na vigilância de áreas oceânicas e na escolta de comboios navais. Com sua capacidade de operar tanto a partir da água quanto de pistas terrestres curtas, o PBM-3 Mariner foi uma peça fundamental da estratégia de patrulha e reconhecimento da Marinha dos Estados Unidos e de outras marinhas aliadas.
História e Desenvolvimento
O desenvolvimento do Martin PBM Mariner teve início em 1937, como uma resposta à necessidade crescente por aeronaves de patrulha marítima capazes de longos voos sobre o oceano. A Glenn L. Martin Company, renomada por suas inovações em aeronaves de grande porte, concebeu o PBM como uma evolução dos seus anteriores modelos de hidroaviões.
O primeiro protótipo voou em fevereiro de 1939, demonstrando desde cedo suas capacidades promissoras. Com a eclosão da Segunda Guerra Mundial em 1939, a demanda por aeronaves de patrulha e reconhecimento aumentou drasticamente, e o PBM-3 Mariner entrou em produção em série para atender a essas necessidades emergenciais.
Design e Características
O Martin PBM-3 Mariner era um hidroavião monoplano de grande porte, construído principalmente em metal, com asas altas e motores radialmente montados. A aeronave possuía uma tripulação de até 10 membros, incluindo pilotos, copilotos, operadores de radar, artilheiros e técnicos de bordo, demonstrando sua versatilidade operacional e capacidade de missões prolongadas.
O PBM-3 era equipado com armamento defensivo significativo, incluindo metralhadoras de calibre .50 montadas em torres de controle remoto para defesa contra ataques de aeronaves inimigas. Sua capacidade de transportar cargas úteis significativas permitia operações de patrulha de longo alcance, apoiando missões de escolta de comboios navais, busca e salvamento, e reconhecimento sobre vastas áreas oceânicas.
Uso Operacional
Durante a Segunda Guerra Mundial, o Martin PBM-3 Mariner foi amplamente utilizado pela Marinha dos Estados Unidos e também pela Royal Air Force (RAF) britânica, entre outras forças aliadas. Sua capacidade de operar a partir de bases terrestres ou de água permitiu flexibilidade tática significativa, sendo empregado em teatros de operações em todo o mundo, desde o Pacífico até o Atlântico.
Os Mariners foram cruciais para proteger comboios navais dos ataques de submarinos inimigos, realizando patrulhas de longa duração sobre o oceano para detectar e atacar ameaças submarinas. Além disso, desempenharam um papel vital em missões de busca e salvamento, resgatando tripulações abatidas e pilotos perdidos sobre o vasto oceano.
Legado e Impacto
Após o fim da Segunda Guerra Mundial, muitos PBM Mariners foram convertidos para uso civil, principalmente em funções de busca e salvamento, patrulha costeira e transporte de carga. Seu projeto robusto e confiável garantiu uma longa vida útil além do conflito militar, servindo em várias capacidades ao longo das décadas seguintes.
O Martin PBM-3 Mariner é lembrado como um dos principais hidroaviões de patrulha marítima da sua época, desempenhando um papel crucial na defesa naval e na projeção de poder durante um período de intensos conflitos globais. Sua contribuição para o desenvolvimento das técnicas de patrulha marítima e reconhecimento aéreo influenciou diretamente o design de futuras aeronaves de patrulha e vigilância.
Em resumo, o Martin PBM-3 Mariner representa um marco na história da aviação militar, destacando-se por sua robustez, capacidade operacional e significativo impacto nas operações navais durante um dos períodos mais desafiadores da história moderna.

##### Partes Técnicas do Martin PBM-3 Mariner
O Martin PBM-3 Mariner era um hidroavião robusto e bem projetado, desenvolvido para suportar as exigências das operações de patrulha marítima durante a Segunda Guerra Mundial. Abaixo estão detalhes das principais partes técnicas que compunham esta notável aeronave:

### Estrutura e Aerodinâmica
O PBM-3 Mariner possuía uma fuselagem monocoque construída em metal, oferecendo resistência estrutural essencial para suportar as condições adversas encontradas sobre o oceano. A asa alta, posicionada acima da fuselagem, não apenas proporcionava sustentação eficiente durante o voo, mas também permitia uma configuração ideal para montagem de armamento e equipamentos de radar.

### Motores

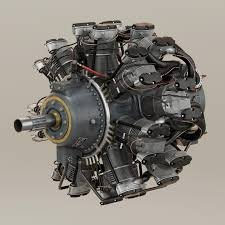
O Wright R-2600 Cyclone 14 é um motor radial de 14 cilindros, com uma cilindrada de 42.7 litros e uma potência de 1,600 a 1,900 cavalos, equipado com um supercompressor de duas velocidades para desempenho otimizado em diferentes altitudes.

O Pratt & Whitney R-1830 Twin Wasp é um motor radial de 14 cilindros em dupla estrela, com pistões opostos em arranjo radial. Ele possui uma capacidade volumétrica de aproximadamente 30 litros e é equipado com um sistema de indução de ar forçado por um compressor centrífugo acionado pela própria árvore de manivelas do motor.
O Twin Wasp utiliza um sistema de ignição por magneto, com dois magnetos acionando duas velas de ignição por cilindro. A distribuição de combustível é realizada por meio de um sistema de injeção de combustível direta, com controle de fluxo variável para otimização da mistura ar-combustível em diferentes regimes de operação.
Para garantir a refrigeração adequada dos cilindros, o R-1830 Twin Wasp utiliza aletas de resfriamento em torno dos cilindros, aproveitando o fluxo de ar direto durante o voo para dissipar o calor gerado pela combustão. Essas aletas são projetadas para maximizar a área de contato com o ar circundante, garantindo uma eficiente transferência de calor.
O motor é lubrificado por um sistema de cárter seco, com uma bomba de óleo acionada pela própria árvore de manivelas para garantir a pressurização adequada do sistema de lubrificação em todas as condições de operação. O óleo é distribuído para os diferentes componentes do motor, como mancais e pistões, garantindo sua lubrificação e resfriamento adequados.

### Armamento
O armamento defensivo do Martin PBM-3 Mariner era composto principalmente por metralhadoras de calibre .50 (12,7 mm) montadas em torres remotamente controladas. Essas metralhadoras eram estrategicamente posicionadas para defender a aeronave contra ataques de aeronaves inimigas durante missões de patrulha e escolta de comboios navais.

### Eletrônica e Equipamentos
O PBM-3 Mariner estava equipado com equipamentos eletrônicos avançados para sua época, incluindo sistemas de radar de busca e detecção. Estes sistemas permitiam à aeronave localizar alvos submarinos e embarcações inimigas a longas distâncias, aumentando sua eficácia em missões de patrulha e reconhecimento.

### Capacidade Operacional e Carga Útil
Com uma capacidade de carga útil significativa, o PBM-3 Mariner podia transportar uma variedade de cargas, incluindo bombas, minas marítimas, ou tanques de combustível extras para missões de longo alcance. Sua configuração espaçosa também permitia a instalação de equipamentos de comunicação e navegação adicionais, essenciais para operações sobre o vasto oceano.

### Sistema de Flutuação e Pouso na Água
Um aspecto crucial do design do Mariner era sua capacidade de pousar e decolar da água. Equipado com flutuadores retráteis e um sistema de controle adaptado para operações na superfície do mar, o PBM-3 era capaz de realizar missões em áreas onde bases terrestres eram limitadas ou inexistentes, garantindo flexibilidade tática em diferentes cenários operacionais.

### Conclusão
O Martin PBM-3 Mariner se destacou não apenas por sua robustez e capacidade de operar em condições desafiadoras, mas também pela sua versatilidade e eficácia como hidroavião de patrulha marítima. Suas características técnicas avançadas e design inovador contribuíram significativamente para o sucesso das operações aliadas durante a Segunda Guerra Mundial, estabelecendo um padrão para futuros desenvolvimentos em aeronaves de vigilância marítima e reconhecimento aéreo.
Referências:
1. ↑  Johnson, E. R. (2000). American Flying Boats and Amphibious Aircraft: An Illustrated History. McFarland.
2. ↑  Swanborough, G., & Bowers, P. M. (1976). United States Navy Aircraft Since 1911. Naval Institute Press.